# LOVE & HOPE
「LOVE & HOPE」（ラブ・アンド・ホープ）は、RUANNのメジャーデビューシングル。2018年9月10日にトイズファクトリーから発売された。

## 概要
- 前作から、約8か月ぶりのシングルでメジャーデビューシングルでもある
- ライブツアー「RUANN TOUR 2018 SUMMER」8月11日の大阪・Shangri-La公演にて、トイズファクトリーからのデビューを発表[1]
- 楽曲はRUANN自ら作詞作曲
- JOYSOUNDのCMソングに起用されている

## 収録曲
1. LOVE & HOPE (3:52)
  - 作詞・作曲：RUANN

## タイアップ
| 楽曲        | タイアップ                        |
| ----------- | --------------------------------- |
| LOVE & HOPE | JOYSOUNDのCMソング                |
| LOVE & HOPE | FOD連続ドラマ「高嶺と花」の主題歌 |